# Хутэн
Хутэн (кит. трад. 胡騰舞, упр. 胡腾舞, пиньинь Húténgwǔ, буквально: «варварский прыжок; танец с варварскими прыжками») — китайский термин для обозначения танца, зародившегося в Средней Азии среди согдийцев и жителей Шаша. Танец был хорошо известен во времена династии Тан, и его многочисленные изображения можно найти в произведениях искусства. Танец характеризовался вращением, прыжками и сальто назад. Танцоры совершали кувырки, сначала твёрдо ставя ноги на ковёр, запрокидывая лицо вверх и выгибая тело, затем поднимали руки и прыгали назад под звуки флейты и пипы.
Другим известным танцем из Средней Азии был «согдийский кружащийся танец» (кит. 胡旋, пиньинь Húxuăn и «танец кружащихся варваров» кит. 胡旋舞, пиньинь Húxuănwǔ, известный западным учёным как «танец согдийского вихря» или просто «согдийский вихрь»), в котором молодая женщина кружилась внутри круга. Ещё одним был «танец терновой ветки» (кит. 柘枝舞, пиньинь Zhèzhīwŭ).

## Описание
Хутэн — один из «варварских танцев» (кит. 胡舞, пиньинь Húwŭ) из Средней Азии, Сериндии и Персидской империи, распространённый в Северо-Западном Китае танец, был чрезвычайно популярен в Китае во времена династии Тан, особенно в районе Чанъаня и Лояна.
Согласно китайским летописям, хутэн пришёл из «западной страны Шиго» (так в Китае именовали Шаш). Его исполнителями, вероятно, были люди из северных племён, у которых «кожа как яшма, нос [острый] как игла». Хутэн состоял из прыжков и кружащихся движений. Его исполняли размашисто под ритмичную музыку. Танцевальные шаги отличались сложностью и часто менялись. Его исполнение требовало большого мастерства. Стиль танца можно охарактеризовать как дерзкий и вольный. В гробнице в пригороде Сианя обнаружили фрески с изображениями танцев. У танцоров на них — глубоко посаженные глаза, высокие переносицы, бороды и усы. Они одеты в рубашки с длинными рукавами, подвязанные чёрными поясами, а на их головах — тюрбаны. На ногах у них были жёлтые сапоги. У одного из них правая рука высоко поднята — на уровень головы, — словно он только что закончил танцевальное движение.
Глубоко посаженные глаза, высокий нос и густая окладистая борода — характерные для хусцев признаки. В поэтических произведениях танской эпохи именно эти черты олицетворяли образы «варваров». Например, об их глазах изумрудного цвета писали поэты Цэнь Шэнь (515-570): «Разве вы не слышали, что звук варварской [хусской] дудочки — самый печальный из всего, что играют рыжебородые зелёноглазые хусцы?»; Ли Хэ (790-816): «Глубокой ночью на высокой башне кудрявый хусский юноша с зелёными глазами играл на флейте»; Ли Бо (701-762): «Проездом всадник-варвар из Ючжоу, с зелёными глазами и в тигровой шапке». Что же касается высокого носа — строки о нём есть у поэтов Ду Фу (712-770): «Горнам и лошадям в доспехах нет числа, двигается толпа высоконосных варваров»; Ли Дуаня (737-784): «Хутэн танцует хусец из Лянчжоу, с кожей [белой], как нефрит, и, как шило, острым носом». Выражение «цзысэ сюйжань» означает «рыжая окладистая борода». Эта черта, особенно отличающая хусцев от ханьцев (китайцев) из Чжунъюаня, фактически стала синонима хусца. Это подтверждают и строки из стихов Чжан Юэ (667-730): «Танец сумочжэ пришёл от хусцев от Хайси, рыжебородых, в дорогих украшенных одеждах», а также Ли Шэня (772-846): «Рыжебородые [актёры] колени преклонили перед выступленьем, весну встречая, дивные мелодии играют».
Иранские, согдийские и тюркские актёры многое внесли в хореографическую культуру Китая. Из всех артистов наибольшей популярностью пользовались танцоры — юноши и девушки. «Западный скачущий танец» обычно исполнялся мальчиками из Ташкента, одетыми в блузы иранского образца и высокие остроконечные шапки, обшитые бусами. Танцоры были подпоясаны длинными кушаками, концы которых развевались во время исполнения танцев.
«Танец Шаша» (Ташкента) исполняли две юные девушки в газовых халатах, украшенных многоцветной вышивкой, с серебряными поясами. На них были рубашки с узкими рукавами и остроконечные шапки с золотыми колокольчиками, а на ногах красные парчовые туфли. Танцовщицы исполняли также танец «Девы Запада, кружившиеся в вихре», в котором согдийские девушки, облачённые в алые платья и зелёные шаровары, обутые в сапожки из красной замши, скакали, передвигаясь прыжками, и вращались, стоя на шарах.
Представления иностранцев стали восприниматься негативно после VIII века н. э., после восстания Ань Лушаня, тюрко-иранского повстанца.

## Галерея
- Индо-скифские танцоры, рельефы Бунера[англ.], Гандхара, I-II века н. э.
- Слева: мужчина держит тарелку с фруктами; справа: бородатый мужчина исполняет танец хутэн. Обе фигуры имеют нимбы. Могила Ю Хуна[англ.], VI век н. э.
- Пещера 220. Танцор «Ху Сюань» в росписи из Могао
- Танцор. Пагода храма Сюдин